# Marmelos
Le Marmelos est une rivière de l'Amazonie brésilienne, affluent du rio Madeira, qui traverse intégralement l’État d'Amazonas (dans la municipalité de Humaitá). Il a une longueur de 510 km.

## Géographie
La rivière Marmelos prend sa source dans la partie méridionale de l’État d'Amazonas, à la frontière avec l’État de Rondônia. Les sources du fleuve se trouvent sur le territoire indigène Tenharim/Transmazônica, où se trouvent également les sources de deux de ses affluents principaux, le Branco et le Maici. Le Marmelos s'écoule vers le nord, suivant un cours presque parallèle à celui de ses tributaires, avant de s'écouler, à son embouchure, dans le rio Madeira. 
Sur son cours supérieur, le fleuve est traversé par l'autoroute Transamazonienne (BR-230) et ensuite, il sert d'embouchure au Branco. Il continue sur un tronçon accidenté et à fort débit, avec les chutes d'eau de Palmeiras et de Jutai. Ensuite, il borde l'ouest du territoire indigène des Pirahã, dans un tronçon où il reçoit les eaux du Sepoti, par la droite, juste avant son embouchure, le Maici, par la gauche. Il s'écoule dans une partie navigable du fleuve Madeira, en aval d'Auxiliadora.
Le cours inférieur du fleuve comporte beaucoup de méandres.

## Sources
- (es) Cet article est partiellement ou en totalité issu de l’article de Wikipédia en espagnol intitulé « Río Marmelos » (voir la liste des auteurs).